# Anna Klubówna
Anna Klubówna (Anna Kluba; ur. 23 grudnia 1906 w Broszkach, zm. 23 listopada 1991 w Warszawie) – polska pisarka i redaktorka. 

## Życiorys
Córka Piotra i Antoniny, miała brata Eligiusza. Do 1930 była nauczycielką w Miejskim Gimnazjum im. Kazimierza Wielkiego w Ostrzeszowie, a następnie w Gimnazjum i Liceum przy ulicy Pięknej w Mińsku Mazowieckim. W 1944 brała udział w powstaniu warszawskim.
Po II wojnie światowej była autorką szkiców oraz książek z zakresu historii i sztuki. W latach 60 i 70 XX w. współpracowała z wydawnictwem „Książka i Wiedza”, gdzie redagowała serię książkową „Światowid” w ramach Biblioteki Popularnonaukowej.
Mieszkała w Warszawie, na Żoliborzu, przy ulicy Braci Załuskich.

## Twórczość
- Język polski. Skrypt dla klasy 11 ogólnokształcącej szkoły korespondencyjnej stopnia licealnego. Styczeń - maj 1951. Z. 4 (na prawach rękopisu; Wydawnictwo „Nasza Księgarnia”, Warszawa 1951);
- Adam Mickiewicz, Dziady. Poema. Część II, IV i I; Widowisko Cz.1 (autorka posłowia; opracowanie Janina Rosnowska; Wydawnictwo "Książka i Wiedza", Warszawa 1952, seria: "Mała Biblioteczka Książki i Wiedzy", 44);
- Stefan Żeromski. Wieczór literacki (autorka przedmowy; opracowanie Aleksandra Naborowska; kostiumy do sztuki Ojciec i syn projektował Mikołaj Portus; Spółdzielnia Wydawnicza "Czytelnik", Warszawa 1953, seria: "Biblioteka Świetlicowa «Czytelnika»");
- W naszej ojczyźnie (wspólnie z Jadwigą Stępieniową; dobór materiału ilustracyjnego Władysława Martynowicz i Wacław Siemiątkowski; ilustracje Mieczysław Kościelniak; Państwowe Zakłady Wydawnictw Szkolnych, Warszawa 1957; wydanie drugie: Państwowe Zakłady Wydawnictw Szkolnych, Warszawa 1958; wydanie trzecie: Państwowe Zakłady Wydawnictw Szkolnych, Warszawa 1959; wydanie czwarte: Państwowe Zakłady Wydawnictw Szkolnych, Warszawa 1960; wydanie piąte, zmienione: Państwowe Zakłady Wydawnictw Szkolnych, Warszawa 1961; wydanie szóste z diapozytywów wydania piątego: Państwowe Zakłady Wydawnictw Szkolnych, Warszawa 1961; wydanie siódme: Ludowa Spółdzielnia Wydawnicza, Warszawa 1971);
- Krajobraz z tęczą. Sylwetki artystów od Fidiasza do Picassa (Wydawnictwo "Książka i Wiedza", Warszawa 1960; wydanie drugie uzupełnione: Wydawnictwo "Książka i Wiedza", Warszawa 1976; wydanie trzecie: Wydawnictwo "Książka i Wiedza" - Robotnicza Spółdzielnia Wydawnicza "Prasa-Książka-Ruch", Warszawa 1986; wydanie w formie 10 kaset dla niewidzących: Zakład Wydawnictw i Nagrań Polskiego Związku Niewidomych, Warszawa 1987 - lektor: Piotr Olędzki);
- Cejlon. Dzieje i osobliwości (wspólnie z bratem, Eligiuszem Klubą; opracowanie graficzne Stanisław Kaźmierczyk; Spółdzielnia Wydawniczo-Handlowa "Książka i Wiedza", Warszawa 1962; seria "Światowid");
- Z lat dalekich i bliskich (wspólnie ze Stanisławem Kaźmierczykiem; Wydawnictwo "Książka i Wiedza", Warszawa 1966);
- Cztery panie Jagiełłowe (Wydawnictwo Pojezierze, Olsztyn 1983, ISBN 83-7002-127-1; jako Cztery królowe Jagiełłowe: Wydawnictwo Spółdzielcze, Warszawa 1990, ISBN 83-209-0770-5);
- Kazimierz Wielki (Spółdzielnia Wydawniczo-Handlowa "Książka i Wiedza", Warszawa 1967; seria "Światowid");
- Królowa Jadwiga. Opowieść o czasach i ludziach (Ludowa Spółdzielnia Wydawnicza, Warszawa 1971; wydanie drugie: Ludowa Spółdzielnia Wydawnicza, Warszawa 1973; wydanie trzecie: Ludowa Spółdzielnia Wydawnicza, Warszawa 1986);
- Ostatni z wielkich Piastów (Ludowa Spółdzielnia Wydawnicza, Warszawa 1976; wydanie drugie: Ludowa Spółdzielnia Wydawnicza, Warszawa 1982, ISBN 83-205-3317-1);
- Zawisza Czarny w historii i legendzie (Ludowa Spółdzielnia Wydawnicza, Warszawa 1974; wydanie drugie: Ludowa Spółdzielnia Wydawnicza, Warszawa 1979);
- Józef Ignacy Kraszewski, Biały książę. Czasy Ludwika Węgierskiego (autorka przedsłowia i przypisów; przygotował do druku i posłowiem opatrzył Ludwik Brożek; komitet redakcyjny tomu Stanisław Burkot, Czesław Hernas; Ludowa Spółdzielnia Wydawnicza, Warszawa 1979, ISBN 83-205-3182-9).